# Мюллюпуро (квартал)
Мюллюпуро (фін. Myllypuro, швед. Kvarnbäcken, укр. Мюллюпуро — струмок млина) — квартал району Вартіокюля у Східному Гельсінкі, Фінляндія. Населення — 11 385 осіб, площа — 3,52 км². 
У районі розташована станція Гельсінського метрополітену Мюллюпуро.
З 2016 по 2019 роки в районі буде побудований новий кампус університету прикладних наук.